# Ataenius usingeri
Ataenius usingeri är en skalbaggsart som beskrevs av Hinton 1937. Ataenius usingeri ingår i släktet Ataenius och familjen Aphodiidae. Inga underarter finns listade.